# Lee Jae-yeong
Lee Jae-yeong (Jeonju, 15 de octubre de 1996) es una jugadora de voleibol profesional de Corea del Sur, su posición es atacante punta y es miembro de la Selección femenina de voleibol de Corea del Sur. Su hermana gemela, Lee Da-yeong también fue seleccionada para participar en el equipo nacional.
Actualmente está suspendida de la selección nacional y de su club junto con su hermana gemela Lee Da-yeong, debido a ser acusadas de graves cargos de bullying y violencia escolar.

## Biografía
Lee estudió en la escuela primaria Jeonju Jungsan, en la escuela secundaria para niñas Jinju Gyeonghae y en la escuela secundaria para niñas Jinju Sunmyung. 
En el World Grand Prix de FIVB 2014 se ubicó en el octavo lugar. Con el club Incheon Heungkuk Life Pink Spiders 2014-2015, Lee terminó en cuarto lugar en la V-League coreana.
Lee jugó el ranking de voleibol de la Copa Mundial Femenina de la FIVB de 2015 ocupando el sexto lugar.
Ella jugó con su equipo nacional en el ranking del Torneo de Clasificación de los Juegos Olímpicos de 2016 ocupando el cuarto lugar y clasificándose para los Juegos Olímpicos de Verano de 2016, donde su equipo terminó en quinto lugar. Se clasificó en sexto lugar en la Copa Mundial de Grandes Campeones Femeninos de Voleibol FIVB 2017 y jugó la clasificación del Campeonato Mundial Femenino de Voleibol FIVB 2018.

## Clubes
(2014-2021) Incheon Heungkuk Life Insurance Pink Spiders (suspendida)
(2021-) P.A.O.K Thessaloniki 

## Premios

### Individuales
- 2014 Asian Júnior Championship "Best Outside Spiker"
- 2014-2015 Korean V-League - "New Face Award"
- 2015-2016 Korean V-League - "Best Outside Spiker"
- 2016-2017 Korean V-League - "Best Outside Spiker"
- 2016-2017 Korean V-League - "Most Valuable Player"
- 2017-2018 Korean V-League - "Best Outside Spiker"
- 2018-2019 Korean V-League - "Best Outside Spiker"
- 2018-2019 Korean V-League - "Most Valuable Player"
- 2018-2019 Korean V-League Finals - "Most Valuable Player"

### Equipo Nacional
- 2013 The 17th Asian Women's Volleyball Championship - Medalla de Bronce
- 2014 The 17th Asian JR. Women's Volleyball Championship - Medalla de Bronce
- 2014 The 4th Asian Women's Cup Volleyball Championship -  Medalla de Bronce
- 2014 The 17th Incheon Asian Games -  Medalla de Oro
- 2015 The 18th Asian Women's Volleyball Championship -  Medalla de Plata
- 2018 los XVIII Juegos Asiáticos de Yakarta-Palembang - Medalla de Plata

### Clubes
- 2015-2016 Korean V-League -  Terceros, con Incheon Heungkuk Life Pink Spiders
- 2016-2017 Korean V-League -  Finalistas, con Incheon Heungkuk Life Pink Spiders
- 2018-2019 Korean V-League -  Campeones, coon Incheon Heungkuk Life Pink Spiders

## Acusación de violencia escolar y acoso
En febrero de 2021, La acusadora que se identificó como alguien que asistió a la escuela con las hermanas, hizo una publicación en internet, donde acusaba a las hermanas de acoso escolar y dijo que las dos incluso la amenazaron a ella y a otros con un cuchillo por "desobediencia".
"Estoy escribiendo en nombre de cuatro personas, pero hubo más víctimas. Queremos una disculpa sincera de ellos... Ellos maldijeron a nuestros padres, nos extorsionaron y nos acosaron", escribió la acusadora.
Después de que el tema salió a la luz, la acusadora dijo que las hermanas la contactaron y dijeron que la visitarían para disculparse.
"Dijeron que visitarían para pedir disculpas y emitir una declaración", escribió. "Retiraré mi publicación luego de la publicación de la disculpa".
La acusadora dijo que ella y otras víctimas aún viven con el trauma. 
"Quería suicidarme por el acoso, pero simplemente se trasladaron a otra escuela sin disculparse", escribió.
El 14 de febrero de 2021, Da-yeong y Jae-yeong fueron suspendidas de su club y del equipo nacional por un período indeterminado. Las gemelas enfrentan la probabilidad de no poder ser entrenadoras en un futuro y de no asistir a los Juegos Olímpicos de Tokio.
En octubre de 2021, Da-yeong y Jae-yeong obtuvieron su estatus de Free Agent, ambas decidieron continuar su carrera en el club griego P.A.O.K Thessaloniki, siendo las primeras jugadoras de nacionalidad coreana en jugar en la categoría A1 griega.